# Unione Sportiva Civitanovese 1979-1980
Questa voce raccoglie le informazioni riguardanti l'Unione Sportiva Civitanovese nelle competizioni ufficiali della stagione 1979-1980.

## Rosa
| N. |                   | Ruolo | Calciatore             |
| -- | ----------------- | ----- | ---------------------- |
|    | Italia (bandiera) | C     | Lorenzo Adamo          |
|    | Italia (bandiera) | C     | Luciano Aristei        |
|    | Italia (bandiera) | D     | Giovanni Beato         |
|    | Italia (bandiera) | A     | Stelio Bisacchi        |
|    | Italia (bandiera) | P     | Fabio Brini            |
|    | Italia (bandiera) | D     | Gina Maria Cappelletti |
|    | Italia (bandiera) | D     | Giorgio Carrer         |
|    | Italia (bandiera) | C     | Francesco Ilari        |
|    | Italia (bandiera) | D     | Lorenzo Julitti        |
|    | Italia (bandiera) | C     | Giampaolo Malavolta    |
|    | Italia (bandiera) | D     | Egidio Mastropaolo     |

| N. |                   | Ruolo | Calciatore            |
| -- | ----------------- | ----- | --------------------- |
|    | Italia (bandiera) | A     | Francesco Paglialunga |
|    | Italia (bandiera) | A     | Luigi Quaresima       |
|    | Italia (bandiera) | A     | Luigi Quaresima       |
|    | Italia (bandiera) | D     | Nunzio Rannella       |
|    | Italia (bandiera) | C     | Pietro Scolamacchia   |
|    | Italia (bandiera) | D     | Giovanni Stortini     |
|    | Italia (bandiera) | D     | Roberto Tamburella    |
|    | Italia (bandiera) | A     | Renzo Valbonesi       |
|    | Italia (bandiera) | P     | Giuseppe Ventura      |
|    | Italia (bandiera) | A     | Silvano Villa         |
|    | Italia (bandiera) | C     | Tiziano Zorzetto      |